# Рідні степи
«Рідні степи» — радянський художній фільм 1981 року, знятий режисером Даміром Манабаєвим на кіностудії «Казахфільм».

## Сюжет
Дія фільму відбувається у казахському селі. Аман та Айжан дуже люблять один одного, але часто сваряться. Однією з таких сварок вирішує скористатися їхня сусідка Нагіма, щоб одружити свого сина Оспана з Айжан. Це призводить до низки безглуздих ситуацій, які потрапляють герої. Але добро, як завжди, перемагає зло, і молоді люди миряться – Айжан виходить заміж за Амана.

## У ролях
- Нагіма Єскалієва — Нагіма
- Венера Нігматуліна — Айжан
- Сапаргалі Жакішев — Аман
- Нурмухан Жантурин — Саке
- Єсболган Жайсанбаєв — Нурлан
- Булат Шанін — Оспан
- Гульнара Рахімбаєва — Роза
- Майра Омарбаєва — Сара
- Е. Манабаєва — роль другого плану
- Ж. Салімбаєва — роль другого плану
- Улжан Колдауова — роль другого плану
- Атагельди-ага Ісмаїлов — роль другого плану
- Аубакір Ісмаїлов — голова колгоспу
- Гульзіпа Сиздикова — роль другого плану
- Сайдаль Абилгазін — роль другого плану

## Знімальна група
- Режисер — Дамір Манабаєв
- Сценарист — Юнус Усманов
- Оператор — Аубакір Сулєєв
- Композитор — Тлес Кажгалієв
- Художник — Віктор Тихоненко